# Epicodakia neozelanica
Epicodakia neozelanica är en musselart som beskrevs av Powell 1937. Epicodakia neozelanica ingår i släktet Epicodakia och familjen Lucinidae. Inga underarter finns listade i Catalogue of Life.